# 1662
Portal Geschichte | Portal Biografien | Aktuelle Ereignisse | Jahreskalender | Tagesartikel

◄ |
16. Jahrhundert |
17. Jahrhundert
| 18. Jahrhundert | ►

◄ |
1630er |
1640er |
1650er |
1660er
| 1670er | 1680er | 1690er | ►

◄◄ |
◄ |
1658 |
1659 |
1660 |
1661 |
1662
| 1663 | 1664 | 1665 | 1666 | ► | ►►
Staatsoberhäupter  · Nekrolog   · Musikjahr
| Januar | Januar | Januar | Januar | Januar | Januar | Januar | Januar |
| Kw     | Mo     | Di     | Mi     | Do     | Fr     | Sa     | So     |
| ------ | ------ | ------ | ------ | ------ | ------ | ------ | ------ |
| 52     |        |        |        |        |        |        | 1      |
| 1      | 2      | 3      | 4      | 5      | 6      | 7      | 8      |
| 2      | 9      | 10     | 11     | 12     | 13     | 14     | 15     |
| 3      | 16     | 17     | 18     | 19     | 20     | 21     | 22     |
| 4      | 23     | 24     | 25     | 26     | 27     | 28     | 29     |
| 5      | 30     | 31     |        |        |        |        |        |

| Februar | Februar | Februar | Februar | Februar | Februar | Februar | Februar |
| Kw      | Mo      | Di      | Mi      | Do      | Fr      | Sa      | So      |
| ------- | ------- | ------- | ------- | ------- | ------- | ------- | ------- |
| 5       |         |         | 1       | 2       | 3       | 4       | 5       |
| 6       | 6       | 7       | 8       | 9       | 10      | 11      | 12      |
| 7       | 13      | 14      | 15      | 16      | 17      | 18      | 19      |
| 8       | 20      | 21      | 22      | 23      | 24      | 25      | 26      |
| 9       | 27      | 28      |         |         |         |         |         |

| März | März | März | März | März | März | März | März |
| Kw   | Mo   | Di   | Mi   | Do   | Fr   | Sa   | So   |
| ---- | ---- | ---- | ---- | ---- | ---- | ---- | ---- |
| 9    |      |      | 1    | 2    | 3    | 4    | 5    |
| 10   | 6    | 7    | 8    | 9    | 10   | 11   | 12   |
| 11   | 13   | 14   | 15   | 16   | 17   | 18   | 19   |
| 12   | 20   | 21   | 22   | 23   | 24   | 25   | 26   |
| 13   | 27   | 28   | 29   | 30   | 31   |      |      |

| April | April | April | April | April | April | April | April |
| Kw    | Mo    | Di    | Mi    | Do    | Fr    | Sa    | So    |
| ----- | ----- | ----- | ----- | ----- | ----- | ----- | ----- |
| 13    |       |       |       |       |       | 1     | 2     |
| 14    | 3     | 4     | 5     | 6     | 7     | 8     | 9     |
| 15    | 10    | 11    | 12    | 13    | 14    | 15    | 16    |
| 16    | 17    | 18    | 19    | 20    | 21    | 22    | 23    |
| 17    | 24    | 25    | 26    | 27    | 28    | 29    | 30    |

| Mai | Mai | Mai | Mai | Mai | Mai | Mai | Mai |
| Kw  | Mo  | Di  | Mi  | Do  | Fr  | Sa  | So  |
| --- | --- | --- | --- | --- | --- | --- | --- |
| 18  | 1   | 2   | 3   | 4   | 5   | 6   | 7   |
| 19  | 8   | 9   | 10  | 11  | 12  | 13  | 14  |
| 20  | 15  | 16  | 17  | 18  | 19  | 20  | 21  |
| 21  | 22  | 23  | 24  | 25  | 26  | 27  | 28  |
| 22  | 29  | 30  | 31  |     |     |     |     |

| Juni | Juni | Juni | Juni | Juni | Juni | Juni | Juni |
| Kw   | Mo   | Di   | Mi   | Do   | Fr   | Sa   | So   |
| ---- | ---- | ---- | ---- | ---- | ---- | ---- | ---- |
| 22   |      |      |      | 1    | 2    | 3    | 4    |
| 23   | 5    | 6    | 7    | 8    | 9    | 10   | 11   |
| 24   | 12   | 13   | 14   | 15   | 16   | 17   | 18   |
| 25   | 19   | 20   | 21   | 22   | 23   | 24   | 25   |
| 26   | 26   | 27   | 28   | 29   | 30   |      |      |

| Juli | Juli | Juli | Juli | Juli | Juli | Juli | Juli |
| Kw   | Mo   | Di   | Mi   | Do   | Fr   | Sa   | So   |
| ---- | ---- | ---- | ---- | ---- | ---- | ---- | ---- |
| 26   |      |      |      |      |      | 1    | 2    |
| 27   | 3    | 4    | 5    | 6    | 7    | 8    | 9    |
| 28   | 10   | 11   | 12   | 13   | 14   | 15   | 16   |
| 29   | 17   | 18   | 19   | 20   | 21   | 22   | 23   |
| 30   | 24   | 25   | 26   | 27   | 28   | 29   | 30   |
| 31   | 31   |      |      |      |      |      |      |

| August | August | August | August | August | August | August | August |
| Kw     | Mo     | Di     | Mi     | Do     | Fr     | Sa     | So     |
| ------ | ------ | ------ | ------ | ------ | ------ | ------ | ------ |
| 31     |        | 1      | 2      | 3      | 4      | 5      | 6      |
| 32     | 7      | 8      | 9      | 10     | 11     | 12     | 13     |
| 33     | 14     | 15     | 16     | 17     | 18     | 19     | 20     |
| 34     | 21     | 22     | 23     | 24     | 25     | 26     | 27     |
| 35     | 28     | 29     | 30     | 31     |        |        |        |

| September | September | September | September | September | September | September | September |
| Kw        | Mo        | Di        | Mi        | Do        | Fr        | Sa        | So        |
| --------- | --------- | --------- | --------- | --------- | --------- | --------- | --------- |
| 35        |           |           |           |           | 1         | 2         | 3         |
| 36        | 4         | 5         | 6         | 7         | 8         | 9         | 10        |
| 37        | 11        | 12        | 13        | 14        | 15        | 16        | 17        |
| 38        | 18        | 19        | 20        | 21        | 22        | 23        | 24        |
| 39        | 25        | 26        | 27        | 28        | 29        | 30        |           |

| Oktober | Oktober | Oktober | Oktober | Oktober | Oktober | Oktober | Oktober |
| Kw      | Mo      | Di      | Mi      | Do      | Fr      | Sa      | So      |
| ------- | ------- | ------- | ------- | ------- | ------- | ------- | ------- |
| 39      |         |         |         |         |         |         | 1       |
| 40      | 2       | 3       | 4       | 5       | 6       | 7       | 8       |
| 41      | 9       | 10      | 11      | 12      | 13      | 14      | 15      |
| 42      | 16      | 17      | 18      | 19      | 20      | 21      | 22      |
| 43      | 23      | 24      | 25      | 26      | 27      | 28      | 29      |
| 44      | 30      | 31      |         |         |         |         |         |

| November | November | November | November | November | November | November | November |
| Kw       | Mo       | Di       | Mi       | Do       | Fr       | Sa       | So       |
| -------- | -------- | -------- | -------- | -------- | -------- | -------- | -------- |
| 44       |          |          | 1        | 2        | 3        | 4        | 5        |
| 45       | 6        | 7        | 8        | 9        | 10       | 11       | 12       |
| 46       | 13       | 14       | 15       | 16       | 17       | 18       | 19       |
| 47       | 20       | 21       | 22       | 23       | 24       | 25       | 26       |
| 48       | 27       | 28       | 29       | 30       |          |          |          |

| Dezember | Dezember | Dezember | Dezember | Dezember | Dezember | Dezember | Dezember |
| Kw       | Mo       | Di       | Mi       | Do       | Fr       | Sa       | So       |
| -------- | -------- | -------- | -------- | -------- | -------- | -------- | -------- |
| 48       |          |          |          |          | 1        | 2        | 3        |
| 49       | 4        | 5        | 6        | 7        | 8        | 9        | 10       |
| 50       | 11       | 12       | 13       | 14       | 15       | 16       | 17       |
| 51       | 18       | 19       | 20       | 21       | 22       | 23       | 24       |
| 52       | 25       | 26       | 27       | 28       | 29       | 30       | 31       |

| Januar | Januar | Januar | Januar | Januar | Januar | Januar | Januar |
| Kw     | Mo     | Di     | Mi     | Do     | Fr     | Sa     | So     |
| ------ | ------ | ------ | ------ | ------ | ------ | ------ | ------ |
| 52     |        |        |        |        |        |        | 1      |
| 1      | 2      | 3      | 4      | 5      | 6      | 7      | 8      |
| 2      | 9      | 10     | 11     | 12     | 13     | 14     | 15     |
| 3      | 16     | 17     | 18     | 19     | 20     | 21     | 22     |
| 4      | 23     | 24     | 25     | 26     | 27     | 28     | 29     |
| 5      | 30     | 31     |        |        |        |        |        |

| Februar | Februar | Februar | Februar | Februar | Februar | Februar | Februar |
| Kw      | Mo      | Di      | Mi      | Do      | Fr      | Sa      | So      |
| ------- | ------- | ------- | ------- | ------- | ------- | ------- | ------- |
| 5       |         |         | 1       | 2       | 3       | 4       | 5       |
| 6       | 6       | 7       | 8       | 9       | 10      | 11      | 12      |
| 7       | 13      | 14      | 15      | 16      | 17      | 18      | 19      |
| 8       | 20      | 21      | 22      | 23      | 24      | 25      | 26      |
| 9       | 27      | 28      |         |         |         |         |         |

| März | März | März | März | März | März | März | März |
| Kw   | Mo   | Di   | Mi   | Do   | Fr   | Sa   | So   |
| ---- | ---- | ---- | ---- | ---- | ---- | ---- | ---- |
| 9    |      |      | 1    | 2    | 3    | 4    | 5    |
| 10   | 6    | 7    | 8    | 9    | 10   | 11   | 12   |
| 11   | 13   | 14   | 15   | 16   | 17   | 18   | 19   |
| 12   | 20   | 21   | 22   | 23   | 24   | 25   | 26   |
| 13   | 27   | 28   | 29   | 30   | 31   |      |      |

| April | April | April | April | April | April | April | April |
| Kw    | Mo    | Di    | Mi    | Do    | Fr    | Sa    | So    |
| ----- | ----- | ----- | ----- | ----- | ----- | ----- | ----- |
| 13    |       |       |       |       |       | 1     | 2     |
| 14    | 3     | 4     | 5     | 6     | 7     | 8     | 9     |
| 15    | 10    | 11    | 12    | 13    | 14    | 15    | 16    |
| 16    | 17    | 18    | 19    | 20    | 21    | 22    | 23    |
| 17    | 24    | 25    | 26    | 27    | 28    | 29    | 30    |

| Mai | Mai | Mai | Mai | Mai | Mai | Mai | Mai |
| Kw  | Mo  | Di  | Mi  | Do  | Fr  | Sa  | So  |
| --- | --- | --- | --- | --- | --- | --- | --- |
| 18  | 1   | 2   | 3   | 4   | 5   | 6   | 7   |
| 19  | 8   | 9   | 10  | 11  | 12  | 13  | 14  |
| 20  | 15  | 16  | 17  | 18  | 19  | 20  | 21  |
| 21  | 22  | 23  | 24  | 25  | 26  | 27  | 28  |
| 22  | 29  | 30  | 31  |     |     |     |     |

| Juni | Juni | Juni | Juni | Juni | Juni | Juni | Juni |
| Kw   | Mo   | Di   | Mi   | Do   | Fr   | Sa   | So   |
| ---- | ---- | ---- | ---- | ---- | ---- | ---- | ---- |
| 22   |      |      |      | 1    | 2    | 3    | 4    |
| 23   | 5    | 6    | 7    | 8    | 9    | 10   | 11   |
| 24   | 12   | 13   | 14   | 15   | 16   | 17   | 18   |
| 25   | 19   | 20   | 21   | 22   | 23   | 24   | 25   |
| 26   | 26   | 27   | 28   | 29   | 30   |      |      |

| Juli | Juli | Juli | Juli | Juli | Juli | Juli | Juli |
| Kw   | Mo   | Di   | Mi   | Do   | Fr   | Sa   | So   |
| ---- | ---- | ---- | ---- | ---- | ---- | ---- | ---- |
| 26   |      |      |      |      |      | 1    | 2    |
| 27   | 3    | 4    | 5    | 6    | 7    | 8    | 9    |
| 28   | 10   | 11   | 12   | 13   | 14   | 15   | 16   |
| 29   | 17   | 18   | 19   | 20   | 21   | 22   | 23   |
| 30   | 24   | 25   | 26   | 27   | 28   | 29   | 30   |
| 31   | 31   |      |      |      |      |      |      |

| August | August | August | August | August | August | August | August |
| Kw     | Mo     | Di     | Mi     | Do     | Fr     | Sa     | So     |
| ------ | ------ | ------ | ------ | ------ | ------ | ------ | ------ |
| 31     |        | 1      | 2      | 3      | 4      | 5      | 6      |
| 32     | 7      | 8      | 9      | 10     | 11     | 12     | 13     |
| 33     | 14     | 15     | 16     | 17     | 18     | 19     | 20     |
| 34     | 21     | 22     | 23     | 24     | 25     | 26     | 27     |
| 35     | 28     | 29     | 30     | 31     |        |        |        |

| September | September | September | September | September | September | September | September |
| Kw        | Mo        | Di        | Mi        | Do        | Fr        | Sa        | So        |
| --------- | --------- | --------- | --------- | --------- | --------- | --------- | --------- |
| 35        |           |           |           |           | 1         | 2         | 3         |
| 36        | 4         | 5         | 6         | 7         | 8         | 9         | 10        |
| 37        | 11        | 12        | 13        | 14        | 15        | 16        | 17        |
| 38        | 18        | 19        | 20        | 21        | 22        | 23        | 24        |
| 39        | 25        | 26        | 27        | 28        | 29        | 30        |           |

| Oktober | Oktober | Oktober | Oktober | Oktober | Oktober | Oktober | Oktober |
| Kw      | Mo      | Di      | Mi      | Do      | Fr      | Sa      | So      |
| ------- | ------- | ------- | ------- | ------- | ------- | ------- | ------- |
| 39      |         |         |         |         |         |         | 1       |
| 40      | 2       | 3       | 4       | 5       | 6       | 7       | 8       |
| 41      | 9       | 10      | 11      | 12      | 13      | 14      | 15      |
| 42      | 16      | 17      | 18      | 19      | 20      | 21      | 22      |
| 43      | 23      | 24      | 25      | 26      | 27      | 28      | 29      |
| 44      | 30      | 31      |         |         |         |         |         |

| November | November | November | November | November | November | November | November |
| Kw       | Mo       | Di       | Mi       | Do       | Fr       | Sa       | So       |
| -------- | -------- | -------- | -------- | -------- | -------- | -------- | -------- |
| 44       |          |          | 1        | 2        | 3        | 4        | 5        |
| 45       | 6        | 7        | 8        | 9        | 10       | 11       | 12       |
| 46       | 13       | 14       | 15       | 16       | 17       | 18       | 19       |
| 47       | 20       | 21       | 22       | 23       | 24       | 25       | 26       |
| 48       | 27       | 28       | 29       | 30       |          |          |          |

| Dezember | Dezember | Dezember | Dezember | Dezember | Dezember | Dezember | Dezember |
| Kw       | Mo       | Di       | Mi       | Do       | Fr       | Sa       | So       |
| -------- | -------- | -------- | -------- | -------- | -------- | -------- | -------- |
| 48       |          |          |          |          | 1        | 2        | 3        |
| 49       | 4        | 5        | 6        | 7        | 8        | 9        | 10       |
| 50       | 11       | 12       | 13       | 14       | 15       | 16       | 17       |
| 51       | 18       | 19       | 20       | 21       | 22       | 23       | 24       |
| 52       | 25       | 26       | 27       | 28       | 29       | 30       | 31       |

## Ereignisse

### Politik und Weltgeschehen

#### Asien

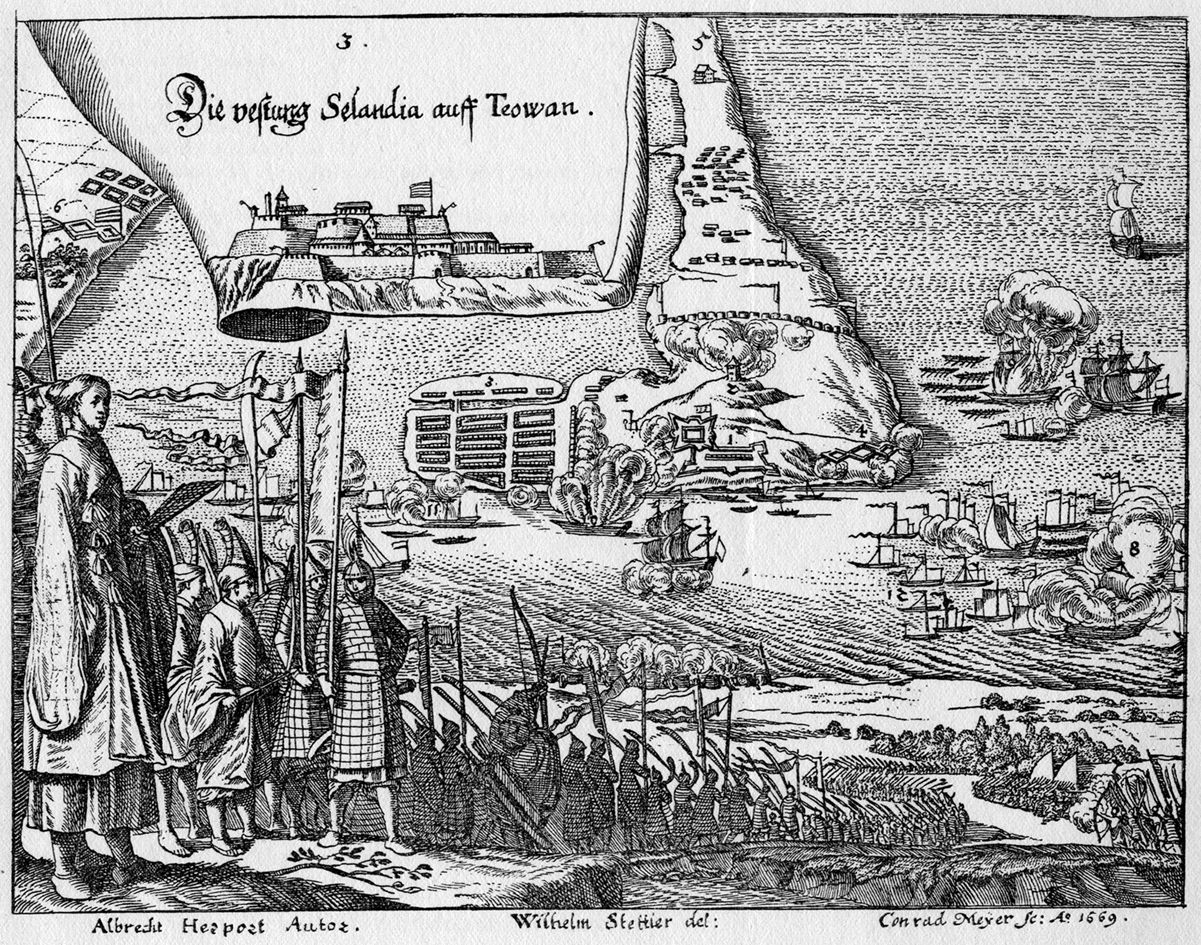
Zeelandia kurz vor der Kapitulation

- 1. Februar: Die Niederländische Ostindien-Kompanie unter Gouverneur Frederick Coyett verliert nach längerer Belagerung von Fort Zeelandia die seit 1624 bestehende Kolonie Niederländisch-Formosa auf der Insel Taiwan an die Streitmacht des chinesischen Armeeführers und Piraten Koxinga, der sich im Kampf mit der erst 1644 etablierten Qing-Dynastie in China befindet. Kurz nach der Errichtung des Königreichs Tungning stirbt Koxinga jedoch am 23. Juni an der Malaria. Die Niederländer, die freies Geleit erhalten haben, gehen nach Batavia, wo Gouverneur Coyett vor ein Kriegsgericht gestellt wird. Er entgeht der Todesstrafe, wird jedoch für zwölf Jahre auf die Banda-Inseln verbannt.
- 23. Juni: Nach dem Tod von Koxinga übernimmt sein Sohn Zheng Jing im Streit mit seinem Onkel Zheng Shixi die Herrschaft im Königreich Tungning. Er bemüht sich um eine Annäherung und Aussöhnung mit der Qing-Dynastie und schickt Gesandte nach Peking, um für Tungning den Status eines autonomen Staates zu erreichen. Dieses Vorhaben scheitert aber an den Forderungen der Qing-Regierung. Als Reaktion auf Überfälle der Tungning-Flotte auf chinesische Küstenstädte verfügt Peking die Blockade Taiwans sowie die Unterstützung von Zheng Jing-feindlichen Kräften auf der Insel. Ausgelöst durch eine Hungersnot in China und die Verfolgung der Ming-Anhänger kommt es bis 1664 zu mehreren Einwanderungswellen von Festlandschinesen nach Taiwan, die von Zheng Jing kräftig gefördert werden.

#### Europa
- 6. Februar: Im Vertrag von Montmartre mit Herzog Karl IV. erlangt der französische König Ludwig XIV. Einfluss auf das Herzogtum Lothringen.

Katharina Henrietta von Braganza

- 31. Mai: Der englische König Karl II. heiratet Katharina von Braganza. Als Katholikin wird sie jedoch nicht zur Königin von England gekrönt.
- 27. Oktober: Der englische König Karl II. verkauft die Stadt Dünkirchen für fünf Millionen Livres an das von Ludwig XIV. regierte Frankreich.
- Eine Hungersnot in Frankreich führt zu erfolglosen Aufständen. Etwa gleichzeitig beginnt der Ausbau des Schloss Versailles.
- Die Auseinandersetzungen zwischen Kurfürst Friedrich Wilhelm I. und preußischen Ständen eskalieren erneut im Königsberger Aufstand
- Nach der Einführung des Absolutismus in Dänemark-Norwegen durch das Souveränitätsgesetz im Vorjahr gliedert König Friedrich III. die Verwaltung Dänemarks in 44 Amtsbezirke.

#### Amerika
- Die Stadt Milton im US-Bundesstaat Massachusetts wird gegründet.
- Die New Haven Colony wird mit der Colony of Connecticut vereinigt.

### Wirtschaft

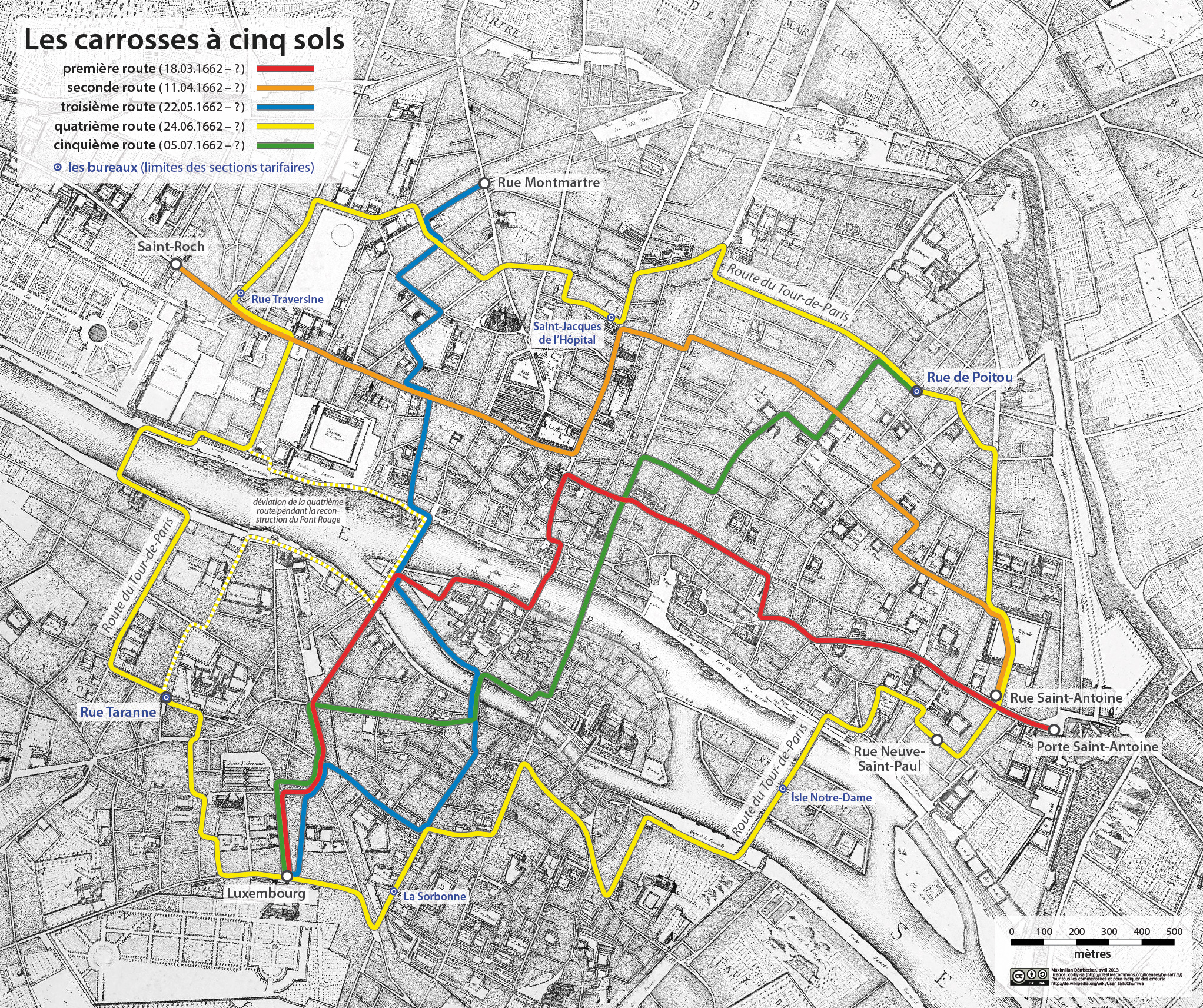
Die fünf Routen der carrosses à cinq sols

- 18. März: Die von dem französischen Philosophen und Mathematiker Blaise Pascal konzipierten Carrosses à cinq sols nehmen in Paris den Betrieb auf. Die Pferdeomnibusse gelten als weltweit erstes öffentliches Nahverkehrssystem, werden aber schon nach wenigen Jahren wieder eingestellt.

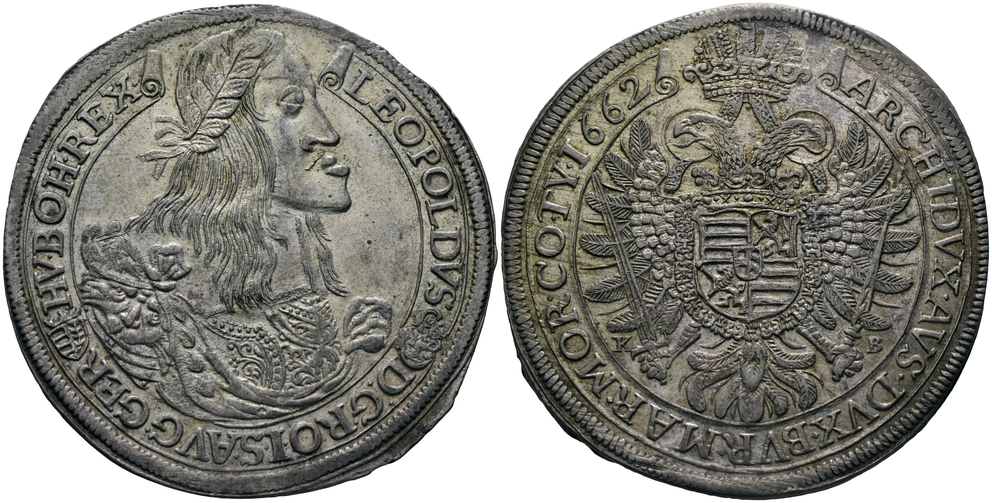
Banderolentaler Leopolds I. 1662

- 1662/63: Kaiser Leopold I. lässt in der Münzstätte Kremnitz den Banderolentaler prägen.

### Wissenschaft und Technik
- Robert Boyle veröffentlicht seine Nova experimenta physico-mechanica, die das Gesetz über Gase enthält, dass bei fester Temperatur das Produkt aus Druck und Volumen eine Konstante ist.
- John Graunt analysiert in seinem Werk Natural and Political Observations Made upon the Bills of Mortality die Londoner Sterbeverzeichnisse und legt damit die Grundlage für die moderne Statistik.
- Die Akademie der Bildenden Künste Nürnberg wird gegründet und ist damit die älteste Kunstakademie im deutschsprachigen Raum.
- Joan Blaeu beginnt in Amsterdam mit der Herausgabe seines Atlas Maior, eines elfbändigen Weltatlas mit 594 Karten.

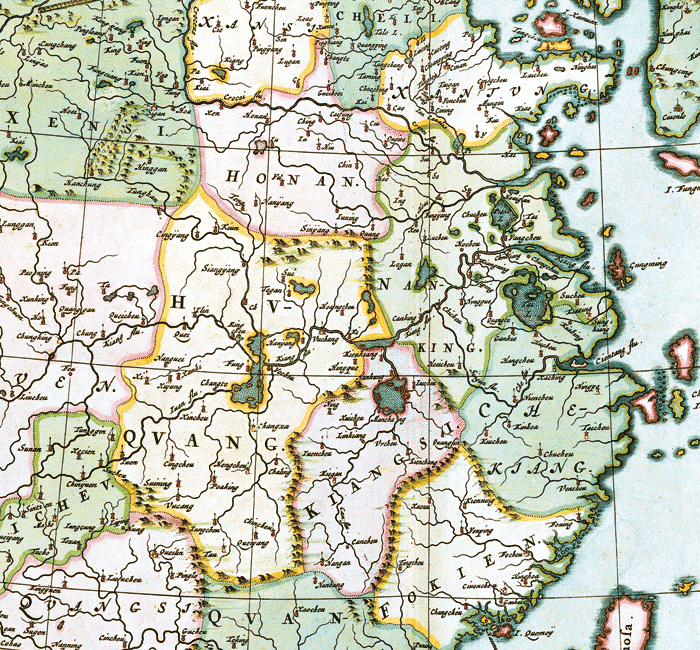
Südchina mit dem Jangtse
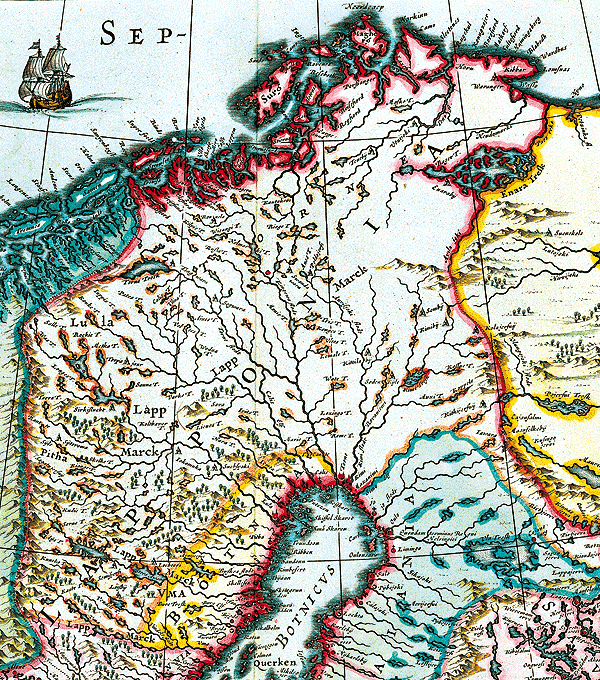
Lappland, Nordkap, Hammerfest
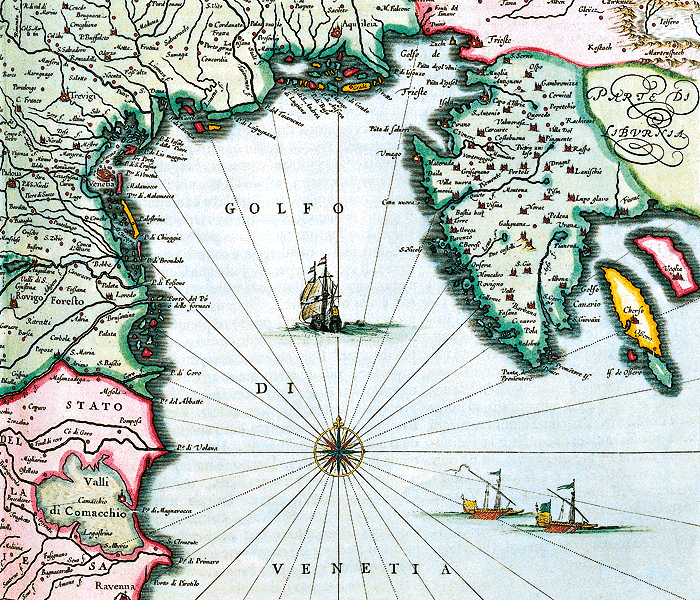
Venedig
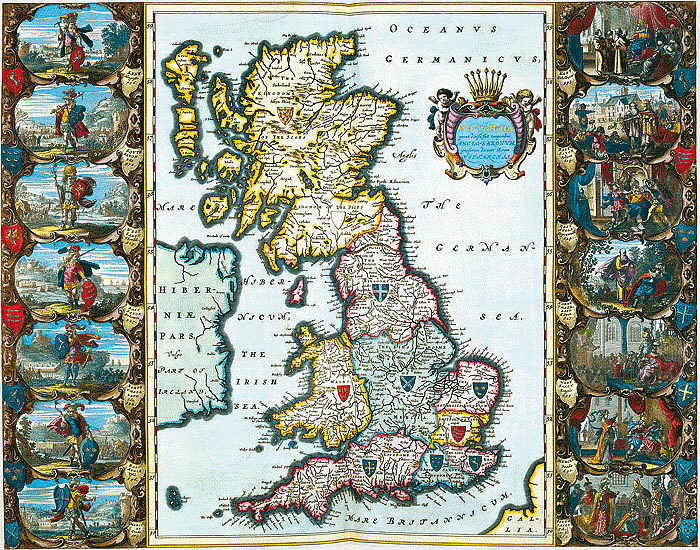
Vereinigtes Königreich

#### Literatur

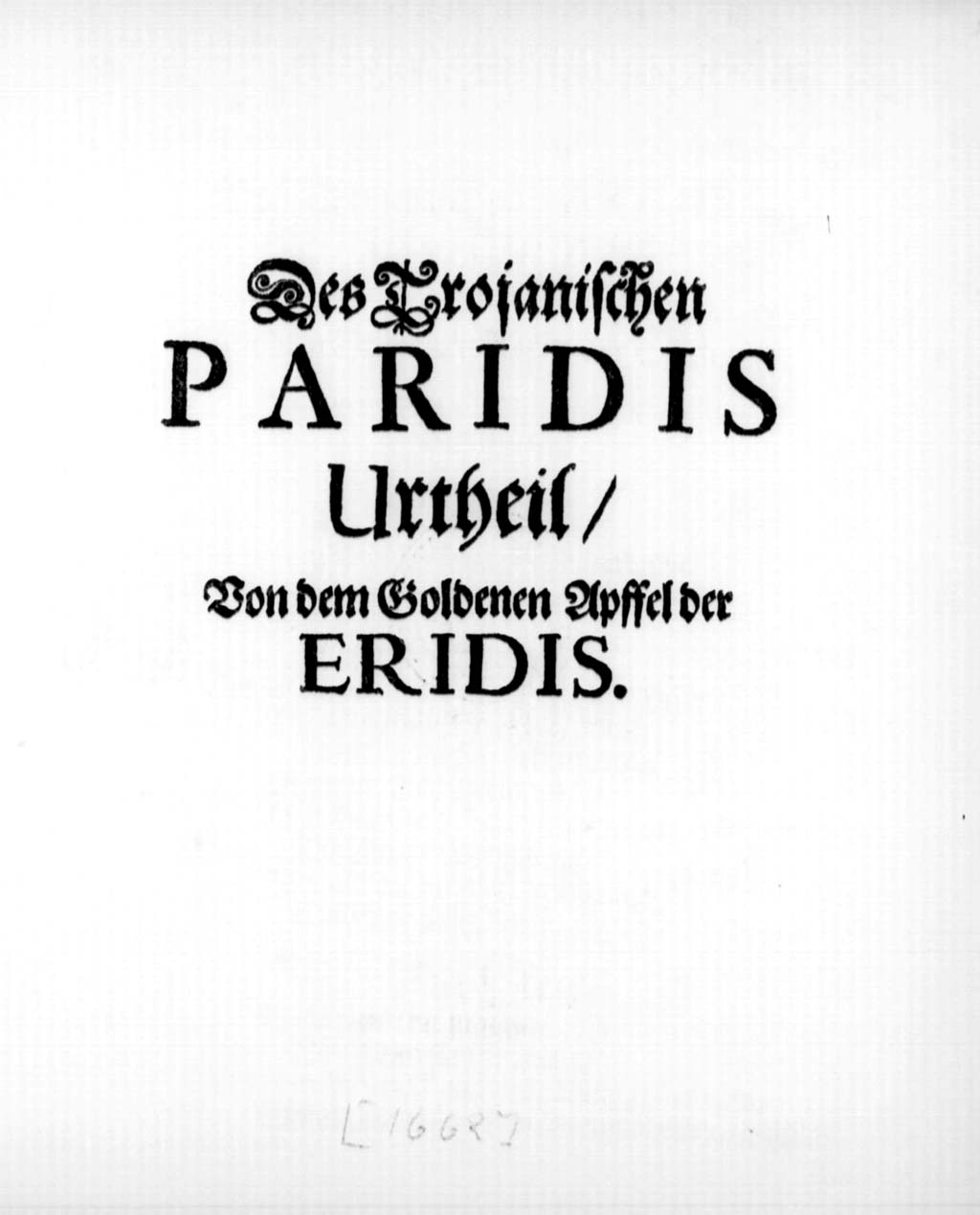
Anton Ulrich von Württemberg: Des Trojanischen Paridis Urtheil / Von dem Goldenen Apffel der Eridis

### Kultur

#### Theater und Musiktheater
- 7. Februar: Die Uraufführung der Oper Der verliebte Herkules von Francesco Cavalli findet in Paris statt.
- 26. September: Die Uraufführung des musikalischen Dramas Antiopa giustificata von Johann Caspar Kerll erfolgt in München.
- 18. November: Das Drama La Zenobia di Radamisto von Antonio Bertali hat seine Uraufführung an der Hofburg in Wien.
- 26. Dezember: Die Uraufführung von Molières Komödie Die Schule der Frauen findet mit großem Erfolg in Paris statt. Das Werk gilt als das erste Meisterwerk Molières und der französischen Hohen Komödie überhaupt. Die Tatsache, dass Molière seinem Protagonisten nicht nur lächerliche, sondern auch ernste Züge verleiht, und die unkonventionelle Art und Weise, mit der er das Regelwerk der dramatischen Genres unterläuft, führt zu einer heftigen öffentlichen Debatte.

#### Teekultur
- 31. Mai: Katharina von Braganza führt nach ihrer Heirat mit König Karl II. den Tee am englischen Hof ein und gilt damit als Begründerin der Britischen Teekultur.

#### Sonstiges
Das von Hans Hamelau erbaute Baumhaus im Hamburger Hafen wird fertiggestellt.

### Gesellschaft
Eleonora Magdalena Gonzaga von Mantua-Nevers stiftet den Orden der Sklavinnen der Tugend.

### Religion
Kurfürst Friedrich Wilhelm von Brandenburg erlässt ein erstes Toleranzedikt, das die gegenseitige Kanzelpolemik, das heißt die Kritik zwischen Calvinisten und Lutheranern an der jeweils anderen Lehre von der Kanzel herab verbietet. Es sollen nur noch solche Kandidaten zum Pfarramt zugelassen werden, die im Sinne der Irenik zu handeln gedenken. Maßgeblich ist hier das Programm des Heidelberger Reformierten David Pareus mit dem Ziel, Glaubensgegensätze zwischen Reformierten und Lutheranern zu überbrücken, um eine gemeinsame Front gegen die Katholische Kirche zu schaffen. Darüber hinaus wird den Kandidaten ein Studium in Wittenberg verboten, das als lutherische Hochburg der Reformation schlechthin gilt. Dieses Edikt stößt vor allem bei der lutherischen Orthodoxie auf massive Kritik.
Auf Einberufung des Kurfürsten Friedrich Wilhelm beginnt am 8. September das Berliner Religionsgespräch zwischen lutherischen und reformierten Theologen der Mark Brandenburg mit dem Ziel der Annäherung der beiden protestantischen Konfessionen.

## Historische Karten und Ansichten

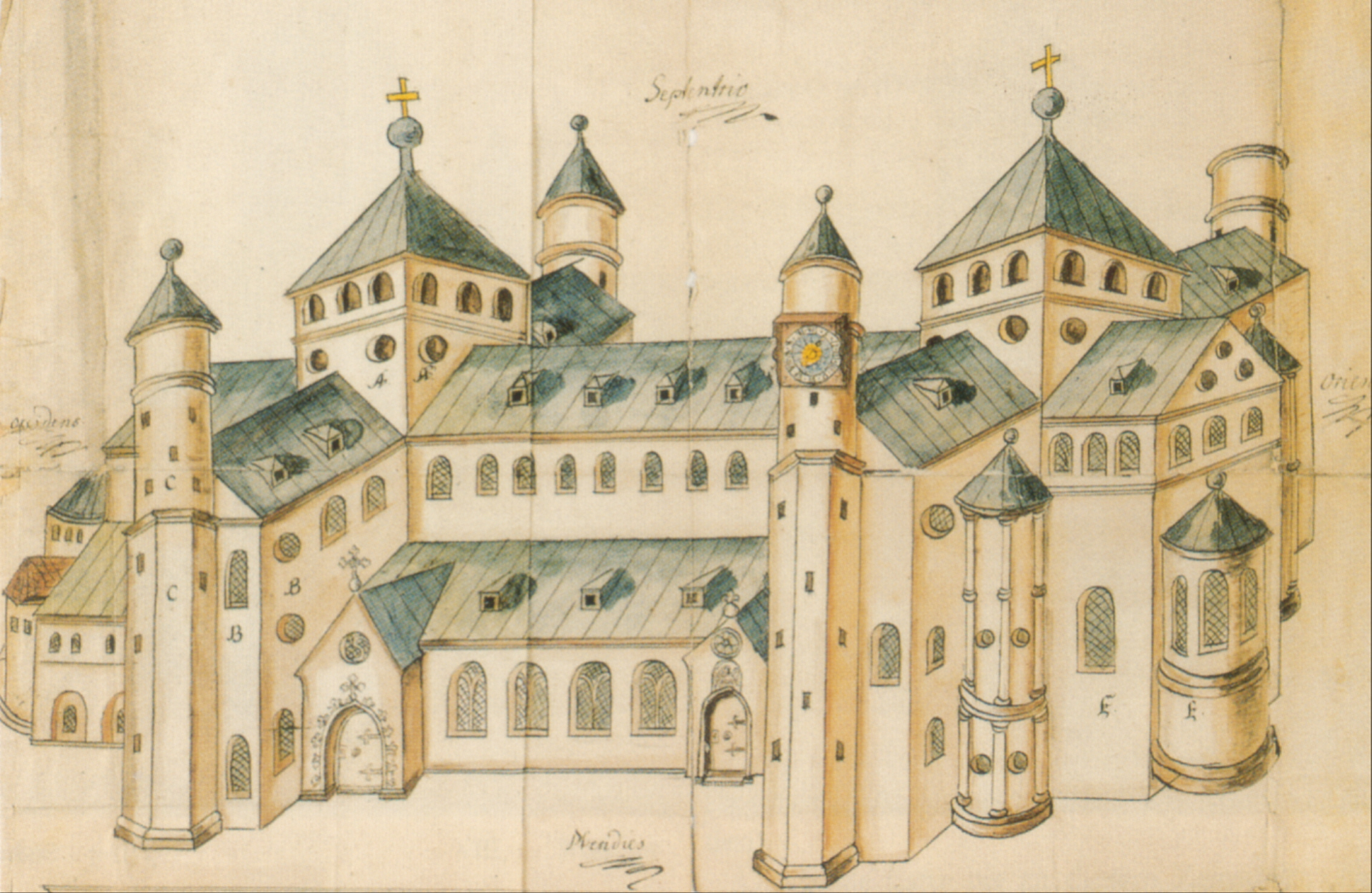
Kirche St. Michael, Hildesheim, Zeichnung von 1662

## Geboren

### Erstes Halbjahr
- 01. Januar: Pierre Gobert, französischer Hofmaler († 1744)
- 09. Januar: John Holles, 1. Duke of Newcastle, englischer Peer und Politiker († 1711)
- 12. Januar: Samuel Shute, englischer Offizier, Gouverneur von Massachusetts und New Hampshire († 1742)
- 13. Januar: Johann Christian Adami der Ältere, deutscher Theologe und Kirchenlieddichter († 1715)
- 21. Jänner: Franz Ehrenreich von Trauttmannsdorff, österreichischer Diplomat und Politiker († 1719)
- 27. Januar: Richard Bentley, englischer klassischer Philologe und Textkritiker († 1742)
- 09. Februar: Paolo De Matteis, italienischer Maler († 1728)
- 08. März: August Wilhelm, Herzog zu Braunschweig und Lüneburg († 1731)
- 22. März: August Christoph von Wackerbarth, kursächsischer Generalfeldmarschall und Staatsminister († 1734)
- 13. April: Eleonore von Sachsen-Eisenach, Markgräfin von Brandenburg-Ansbach und Kurfürstin von Sachsen († 1696)
- 15. April: Fernando de Alencastre Noroña y Silva, spanischer Offizier, Kolonialverwalter und Vizekönig von Neuspanien († 1717)
- 21. April: Friedrich von Ahlefeldt, Herr der Herrschaften Rixingen (Réchicourt), Langeland, General und Statthalter († 1708)
- 28. April: Aurora von Königsmarck, deutsche Adelige, Mätresse Augusts des Starken, danach Pröpstin des Stiftes Quedlinburg († 1728)
- 30. April: Maria II., Königin von England und Schottland († 1694)

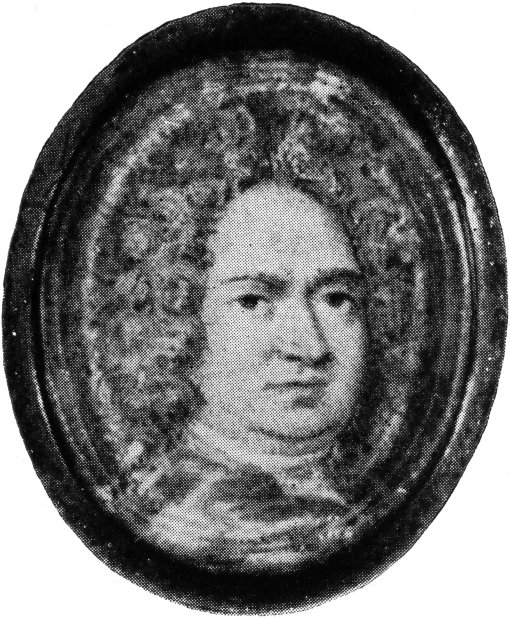
Matthäus Daniel Pöppelmann

- 03. Mai: Matthäus Daniel Pöppelmann, Baumeister in Dresden († 1736)
- 07. Mai: Johann Georg Volkamer der Jüngere, deutscher Mediziner und Botaniker († 1744)
- 27. Mai: Johan II. de Witt, niederländischer Patrizier († 1701)
- 07. Juni: Celia Fiennes, englische Reiseschriftstellerin († 1741)
- 11. Juni: Tokugawa Ienobu, sechster Shogun des Tokugawa-Shogunats in Japan († 1712)
- 18. Juni: Charles FitzRoy, 2. Duke of Cleveland, unehelicher Sohn des englischen Königs Karl II. († 1730)

### Zweites Halbjahr
- 11. Juli: Maximilian II. Emanuel, Kurfürst von Bayern († 1726)
- 03. August: Sophia Henriette von Waldeck, Herzogin von Sachsen-Hildburghausen († 1702)
- 07. August: Andreas Dietrich Apel, deutscher Handelsherr und Seidenfabrikant († 1718)
- 13. August: Charles Seymour, 6. Herzog von Somerset, englischer Peer, sowie Hof- und Staatsbeamter († 1748)
- 22. August: Christoph Hochreutiner, Schweizer Bürgermeister und Tagsatzungsgesandter († 1742)
- 29. August: Alvise Mocenigo III., 112. Doge von Venedig († 1732)
- 13. September: Adam II. Batthyány, ungarischer Feldherr, Ban von Kroatien († 1703)
- 14. Oktober: Johann Christian Lünig, deutscher Jurist, Historiker und Publizist († 1740)
- 17. Oktober: Johannes d’Outrein, niederländischer Prediger, Schriftsteller und Verfasser evangelischer theologischer Werke († 1722)
- 18. Oktober: Matthew Henry, presbyterianischer Pfarrer und Bibelkommentator († 1714)
- 30. Oktober: Wilhelm Ernst, Herzog von Sachsen-Weimar († 1728)
- 01. November: Tobias Eckhard, deutscher Pädagoge, evangelischer Theologe und Philologe († 1737)
- 15. November: Christian Andreas Siber, deutscher Pädagoge und lutherischer Theologe († 1704)
- 26. November: Georg Albrecht Hamberger, deutscher Mathematiker und Physiker († 1716)
- 29. November: Heinrich X., Graf Reuß jüngere Linie, Stifter der Linie Reuß-Ebersdorf († 1711)
- 24. Dezember: Adam Zrinski, kroatischer Adeliger und kaiserlicher Offizier († 1691)

## Gestorben

### Erstes Halbjahr
- 10. Januar: Honoré II., Fürst von Monaco (* 1597)
- 13. Januar: Christian Keimann, deutscher Pädagoge, Dichter und evangelischer Kirchenlieddichter (* 1607)
- 16. Januar: Bartholomäus Elsner, deutscher Theologe, Sprachwissenschaftler und Orientalist (* 1596)
- 23. Januar: Johann Kemény, ungarischer Militärführer und Fürst von Siebenbürgen (* 1607)
- 09. Februar: Michael Walther der Ältere, deutscher lutherischer Theologe (* 1593)
- 13. Februar: Elisabeth Stuart, Titularkönigin von Böhmen, auch bekannt als die Winterkönigin (* 1596)
- 17. Februar: Johann Zechendorf, deutscher Philologe und Pädagoge (* 1580)
- 17. Februar: Konrad Barthels, deutscher lutherischer Theologe (* 1607)
- 21. Februar: Domenicus Morelli, Schweizer Steinmetzmeister und Bildhauer (* 1627)
- 27. Februar: Pedro Porter Casanate, spanischer Offizier und Gouverneur von Chile (* 1611)
- 05. März: Johann Crüger, deutscher Komponist (* 1598)
- 15. März: Andreas Kunad, deutscher Pädagoge und lutherischer Theologe (* 1602)
- 14. April: William Fiennes, 1. Viscount Saye and Sele, englischer Adeliger und Politiker (* 1582)
- 14. April: Leonhard Kern, deutscher Bildhauer (* 1588)
- 11. Mai: Johann Adlzreiter von Tettenweis, deutscher Jurist und Politiker (* 1596)
- 11. Mai: Joachim von der Marwitz, kurbrandenburgischer Hofbeamter und Soldat (* 1603)
- 16. Mai: Abraham de Fabert, französischer Heerführer und Militäringenieur, Marschall von Frankreich (* 1599)
- 27. Mai: Wilhelm IV., Herzog von Sachsen-Weimar (* 1598)
- 28. Mai: Robert Douglas, schottisch-schwedischer Feldmarschall (* 1611)
- 30. Mai: William Backhouse, englischer Alchemist (* 1593)
- 14. Juni: Henry Vane, englischer Politiker und Staatsmann (* 1612)
- 23. Juni: Zheng Chenggong, chinesischer Armeeführer und Seeräuber (* 1624)
- 26. Juni: Lawrence Rooke, englischer Astronom und Mathematiker (* 1622)

### Zweites Halbjahr
- 07. Juli: Andreas Düben, deutscher Kapellmeister, Organist und Komponist (* um 1597)
- 07. Juli: Friedrich von Fürstenberg, kurkölner Diplomat und Domherr (* 1618)
- 12. Juli: Ludwig Heinrich, Graf bzw. Fürst von Nassau-Dillenburg (* 1594)
- 16. Juli: Alfonso IV. d’Este, Herzog von Modena und Reggio (* 1634)
- 14. August: Christine Magdalena von Pfalz-Zweibrücken-Kleeburg, Markgräfin von Baden-Durlach (* 1616)

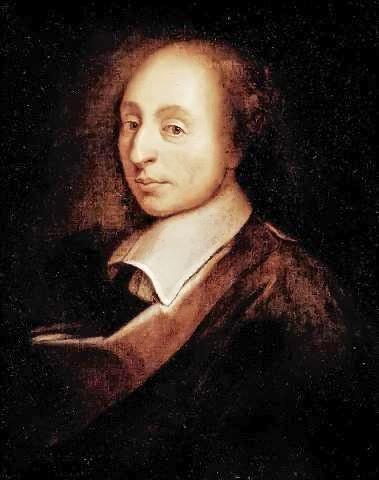
Blaise Pascal

- 19. August: Blaise Pascal, französischer Philosoph, Physiker und Mathematiker (* 1623)
- 21. September: Adriaen van Stalbemt, flämischer Maler, Zeichner und Radierer (* 1580)
- 13. Oktober: Isaak Volmar, kaiserlicher Gesandter bei den Verhandlungen zum Westfälischen Frieden (* 1582)
- 29. Oktober: William Pynchon, stellvertretender Finanzverantwortlicher der Massachusetts Bay Colony (* 1590)
- 09. November: Giovanni Francesco Romanelli, italienischer Maler (* 1610)
- 11. November: Otto von Senheim, deutscher kurfürstlicher Geistlicher (* 1601)
- 19. November: Cornelis van Aerssen van Sommelsdijk, niederländischer Edelmann (* 1600)
- 20. November: Leopold Wilhelm von Österreich, Statthalter der spanischen Niederlande, Feldherr und Kunstmäzen (* 1614)
- 10. Dezember: Johann Grienwald, Benediktiner und Abt der Abtei Niederaltaich (* um 1600)
- 29. Dezember: Antonio de Acuña Cabrera y Bayona, spanischer Offizier und Gouverneur von Chile (* um 1597)
- 30. Dezember: Ferdinand Karl, Landesfürst von Tirol (* 1628)

### Genaues Todesdatum unbekannt
- Ulrich Loth, deutscher Maler des Frühbarock (* vor 1599)